# Jia Xueying
Jia Xueying (ur. 17 sierpnia 1978) – chińska judoczka.
Zajęła trzecie miejsce w drużynie na mistrzostwach świata w 2002. Startowała w turniejach międzynarodowych. Złota medalistka mistrzostw Azji w 2003 roku.